# Приход (село)
Приход (укр. Прихід) — село на Украине, находится в Новоград-Волынском районе Житомирской области.
Население по переписи 2001 года составляет 82 человека. Почтовый индекс — 11711. Телефонный код — 4141. Занимает площадь 1,03 км².

## Адрес местного совета
11760, Житомирская область, Новоград-Волынский р-н, с. Червоная Воля